# Рад Гемеджиев
Рад Генчов Гемеджиев е български учител и революционер.

## Биография
Роден е през 1842 г. в Панагюрище, в бедно занаятчийско семейство. Завършва третокласно мъжко училище в родния си град. През 1874 г. е приет от Училищното настоятелство в село Мечка, Панагюрско, за учител в местното начално училище.
Той е един от учредителите на революционния комитет в село Мечка, учреден на 10 февруари 1876 г. в къщата на революционера Димитър Коклев. Активен участник е в подготовката на Априлското въстание. След обявяването на въстанието, участва в организирането на отбраната на селото. След потушаване на Априлското въстание, заедно с останалото местно население напуска селото и се скрива в планината до обявяване на амнистията от турското правителство. След Руско-турската война от 1877 – 1878 г. учителства в село Мечка до 1886 г., след което се премества в Панагюрище. Там е учител и читалищен деец. Умира през 1932 г.
Личният му архив се съхранява във фонд 531К в Държавен архив – Пазарджик. Той се състои от 18 архивни единици от периода 1876 – 1914 г.